# 트리고니아과
트리고니아과는 속씨식물과의 하나이다. 5개 속에 28종으로 이루어져 있다. 마다가스카르와 동남아시아, 중앙아메리카, 남아메리카의 열대 기후 지역에 분포한다.

## 하위 속
- Humbertiodendron
- Trigonia
- Trigoniastrum
- Trigoniodendron